# Foi o que ela disse
A frase "foi o que ela disse" (do inglês: that's what she said) é uma piada estabelecida em obras estadunidenses, que cria um duplo sentido, frequentemente de maneira sexual, na frase dita anteriormente. Foi originada na expressão britânica "disse a atriz ao bispo" (do inglês: said the actress to the bishop) e possui inúmeras variações. A versatilidade de usos e sua popularidade levam alguns a considerá-la um clichê.

## Origem
O termo "como a atriz disse ao bispo", ou variações, é de origem britânica. Supostamente originou-se de uma conversa entre a atriz Lillie Langtry e o Bispo de Worcester. Eles estavam em uma festa de fim de semana em uma casa de campo e no domingo de manhã, antes da igreja, foram passear no jardim. Durante a caminhada, o bispo cortou o dedo num espinho de rosa. Durante o almoço, Lillie questionou sobre o ferimento dele, perguntando: "how is your prick?". A frase pode ser traduzida por "como está sua picada?", mas o termo prick também pode ser usada de maneira vulgar para pênis. O Bispo respondeu "latejante", fazendo com que o mordomo perdesse o equilíbrio.
A associação de atores com a amoralidade na época deu legitimidade para discutir sobre a suposta conotação sexual na frase. A expressão era de uso popular na Royal Air Force em cerca de 1944–47, mas pode ser originária da era eduardiana. A frase é frequentemente usada por Simon Templar em uma longa série de livros de mistério. Ela aparece pela primeira vez na íntegra no segundo romance de Simon, Enter the Saint, publicado em 1930; diferentes versões — "como a atriz disse em uma ocasião auspiciosa" e "como disse o bispo" — aparecem em 1928 no Meet the Tiger.
A versão "como a garota disse ao soldado" (do inglês: as the girl said to the soldier) aparece em um teste de som gravado para o filme Blackmail, criado por Alfred Hitchcock em 1929. Kingsley Amis usa a frase no romance Lucky Jim de 1954, onde uma mulher oferecendo conselhos de relacionamento diz: "Não posso mostrar a você, como a atriz disse ao bispo". O britânico Brian Bolland também produziu uma história em quadrinhos inspirada na piada.

## Versão estadunidense
Em 1973, "foi o que ela disse" já havia sido referida como uma "antiga piada de uma linha". No início da década de 1990, era uma piada recorrente no quadro "Wayne's World" do Saturday Night Live. No filme de mesmo nome, o personagem Wayne Campbell usa a frase após seu parceiro Garth dizer "ei, você já terminou? Porque estou ficando cansado de segurar isso", em relação a uma foto que ele está segurando.
Na versão original de The Office da BBC, o personagem de Ricky Gervais, David Brent, frequentemente usava a frase "como disse a atriz ao bispo". Quando o programa foi adaptado para o público estadunidense, também sob o título de The Office, a frase foi alterada para "foi o que ela disse" para o personagem de Steve Carell, Michael Scott. O termo tornou-se uma frase de efeito de The Office e foi usada frequentemente, tornando-se mais popular.